# Arnoldus Bloemers
Arnoldus Bloemers (Amsterdam, 1792 – La Haia, 1844) fou un pintor holandès de flors, fruites i animals. Va ser instruït per Antonie Piera, però bàsicament va imitar Jan van Huysum. El Museu Boijmans Van Beuningen de Rotterdam i el Museu Teyler de Haarlem exposen natures mortes seves.

## Galeria d'imatges

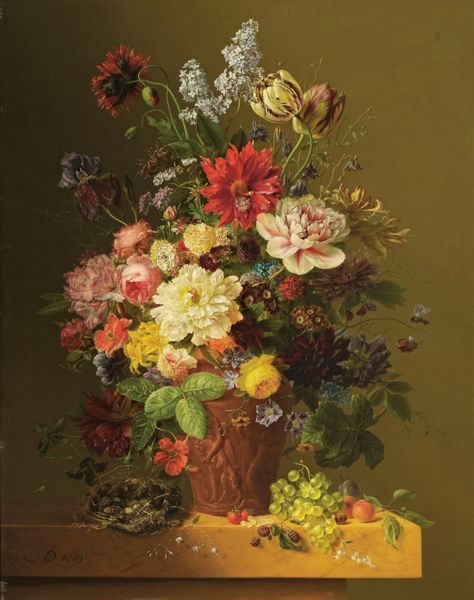
Natura morta de flors (1839)
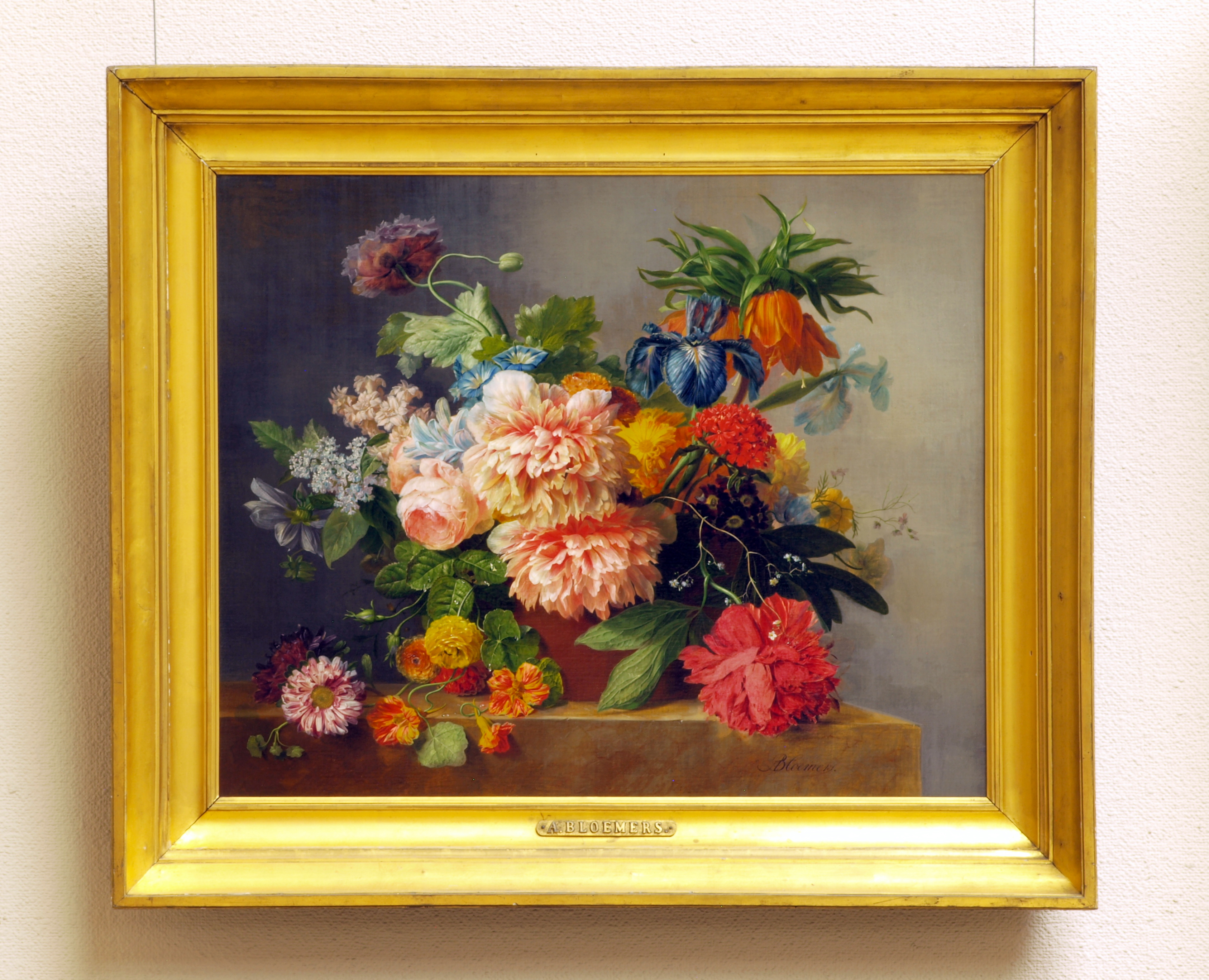
Natura morta de flors, exposada a la Primera galeria de pintures del Museu Teyler